# Комітет Верховної Ради України з питань соціальної політики та захисту прав ветеранів
Комітет Верховної Ради України з питань соціальної політики та захисту прав ветеранів — утворений 29 серпня 2019 у Верховній Раді України IX скликання. У складі комітету 9 депутатів, голова Комітету — Третьякова Галина Миколаївна.

## Склад
У складі комітету:
1. Третьякова Галина Миколаївна — голова Комітету
2. Цимбалюк Михайло Михайлович — перший заступник голови Комітету
3. Королевська Наталія Юріївна — заступник голови Комітету
4. Струневич Вадим Олегович — заступник голови Комітету
5. Бабенко Микола Вікторович — секретар Комітету, голова підкомітету з питань регулювання трудових відносин та зайнятості населення
6. Арсенюк Олег Олексійович — член Комітету, голова підкомітету з питань соціального захисту громадян, які постраждали внаслідок Чорнобильської катастрофи
7. Гривко Сергій Дмитрович — член Комітету, голова підкомітету з питань соціального захисту і реабілітації осіб з інвалідністю та регулювання діяльності їх підприємств і громадських об'єднань
8. Коваленко Анна Миколаївна — член Комітету
9. Остапенко Анатолій Дмитрович — член Комітету, голова підкомітету з питань соціального захисту прав ветеранів
10. Тимошенко Юлія Володимирівна — член Комітету

## Предмет відання
Предметом відання Комітету є:
- державна політика у сфері соціального захисту громадян;
- загальнообов'язкове державне соціальне страхування;
- державні соціальні стандарти та державні соціальні гарантії, забезпечення достатнього життєвого рівня людини;
- законодавче регулювання гуманітарної допомоги;
- державна політика у сфері регулювання трудових відносин та зайнятості населення;
- розвиток соціального партнерства та діяльність громадських об'єднань сторін соціального партнерства;
- діяльність фондів загальнообов'язкового державного соціального страхування та інших соціальних фондів;
- державна політика у сфері пенсійного забезпечення;
- правовий статус і соціальний захист ветеранів війни, ветеранів Другої світової війни, учасників Визвольних змагань, воїнів-інтернаціоналістів, учасників антитерористичної операції та операції Об'єднаних сил, інших осіб, на яких поширюється дія Закону України «Про статус ветеранів війни, гарантії їх соціального захисту», жертв нацистських переслідувань та репресій комуністичного тоталітарного режиму, членів сімей зазначених вище осіб, дітей війни, осіб похилого віку і регулювання діяльності їх громадських об'єднань;
- правовий статус і соціальний захист постраждалих учасників Революції Гідності та членів їх сімей;
- соціальний захист громадян, які постраждали внаслідок Чорнобильської катастрофи;
- законодавче забезпечення увічнення пам'яті загиблих при захисті Батьківщини;
- соціальний захист і реабілітація осіб з інвалідністю та регулювання діяльності їх підприємств і громадських об'єднань;
- реабілітація ветеранів війни з числа учасників антитерористичної операції та здійснення заходів із забезпечення національної безпеки і оборони, відсічі і стримування збройної агресії Російської Федерації у Донецькій та Луганській областях;
- законодавче регулювання надання соціальних послуг ветеранам, особам з інвалідністю, особам похилого віку та іншим особам, які перебувають у складних життєвих обставинах.